# T́
T́ (minuskule t́) je speciální písmeno latinky. Nazývá se T s čárkou. V současnosti se téměř nepoužívá, vyskytuje se pouze ve võruštině, avšak velmi zřídka a není součástí abecedy tohoto jazyka. Čte se jako palatalizované T (tʲ). V minulosti se používalo v komijštině, kde ho do roku 1930 značil znak Ԏ. Do roku 1872 se používalo i v čuvaštině, kde ho značil znak Т̌. Též se používal v přepisu již nepoužívaného písma kharóšthí, kde ho značí znak 𐨳. V Unicode je majuskulní tvar sekvence <U+0054, U+0301> a minuskulní <U+0074, U+0301>.